# Araneus altitudinum
Araneus altitudinum là một loài nhện trong họ Araneidae.
Loài này thuộc chi Araneus. Araneus altitudinum được Lodovico di Caporiacco miêu tả năm 1934.